# Vini vidivici
Vini vidivici (лорі-віні полінезійський) — вимерлий вид папугоподібних птахів родини Psittaculidae. Представники цього виду мешкали у Французькій Полінезії та на островах Кука.

## Опис
Полінезійський лорі-віні був одним з найбільших представників свого роду, однак він був менший за Vini sinotoi. Імовірно, він, як і інші представники роду Vini жив у тропічних лісах, живився пилком, нектаром і квітками, гніздився в дуплах. Він вимер у проміжку між 1000 і 1200 рр, незабаром після появи на островах полінезійців.

## Поширення
Викопні рештки полінезійських лорі-віні були знайдені на островах Хіва-Оа, Нуку-Хіва, Уа-Хука і Тахуата в групі Маркізьких островів, на острові Мангая в групі островів Кука та на острові Хуахіне в архіпелазі Товариства.

## Етимологія
Біномінальна назва виду Vini vidivici відсилає до крилатої латинської фрази «Veni vidi vici» (прийшов, побачив, переміг). Назва вказує на те, що люди, вперше побачивши папуг, полювали на них, доки від птахів не залишилися лимше кістки.